# Font de l'Aumetlla
La Font de l'Aumetlla és una font del poble d'Hortoneda, de l'antic terme d'Hortoneda de la Conca, pertanyent a l'actual municipi de Conca de Dalt, al Pallars Jussà.
Està situada a 1.157 metres d'altitud, al sud-oest d'Hortoneda, a migdia de les Costes de la Font de l'Aumetlla, a ponent de la Serra de Cantellet.